# Шаман (автомашина)
«Шаман» — экспериментальный полноприводный многоцелевой грузопассажирский автомобиль повышенной проходимости, разработанный на основе конструкции грузовика ГАЗ-66 на Севастопольском авторемонтном заводе во второй половине 2000-х годов.

## История
В 2000-е годы украинскими предприятиями были разработаны проекты переоборудования армейских грузовиков ГАЗ-66 в автомашины повышенной проходимости (СКБ «ВЕПР» был разработан внедорожник ВЕПР, Севастопольским авторемонтным заводом — тяжёлый джип «Шаман»).
В ноябре 2008 года министерство обороны Украины объявило о намерении создать внедорожник украинского производства для замены в вооружённых силах автомашин УАЗ советского и российского производства. Изначально предполагалось начать выпуск украинских внедорожников на Кременчугском автозаводе (работы по созданию украинского аналога HMMWV получили название проект Д041 "Степ"), но это решение выполнено не было.
В связи с отсутствием государственного заказа, серийное производство внедорожников «Шаман» начато не было (хотя предполагалась возможность организации их производства на авторемонтных предприятиях государственного концерна «Техвоенсервис»).

## Варианты и модификации
Всего было изготовлено 4 автомашины «Шаман».
Первые образцы внедорожника «Шаман» были выпущены с шестиместной кабиной, изготовленной с использованием деталей от кабины ЗИЛ-131 и бортовым тентованным кузовом, но в январе 2009 года на автомобильной выставке в Киеве был представлен изменённый вариант — с четырёхдверной кабиной, изготовленной с использованием деталей от кабины «Урал-4320» и цельнометаллическим фургоном.
24 сентября 2014 на выставке «Зброя та безпека-2014» завод «Ленинская кузница» представил ещё один вариант переоборудования ГАЗ-66 - боевую машину «Скорпион» с боевым модулем ОБМ, имевшую некоторые конструктивные отличия (в частности, в оформлении моторного отсека), однако серийное производство машины начато не было.

## Страны-эксплуатанты
- Украина — одна машина была передана в батальон морской пехоты ВМС Украины[1], в 2014 году ещё один джип «Шаман» передали в батальон ПСМОН МВД Украины «Николаев»[6]